# Hypsioma steinbachi
Hypsioma steinbachi là một loài bọ cánh cứng trong họ Cerambycidae.